# جی‌ای مارتین عکاس
جی‌ای مارتین عکاس (فرانسوی: J.A. Martin photographe‎) فیلمی در ژانر درام است که در سال ۱۹۷۷ منتشر شد. از بازیگران آن می‌توان به مونیک مرکور اشاره کرد.
مونیک مرکور جایزه بهترین بازیگر زن جشنواره فیلم کن سال ۱۹۷۷ میلادی را برای بازی در این فیلم دریافت کرد.